# Kłodziny (Trzęsówka)
Kłodziny – przysiółek wsi Trzęsówka w Polsce, położony w województwie podkarpackim, w powiecie kolbuszowskim, w gminie Cmolas. Kłodziny mają status sołectwa.
W latach 1975–1998 przysiółek administracyjnie należał do województwa rzeszowskiego.